# Joc de curse
Jocurile de curse sunt un gen de jocuri video în care jucătorul participă la o competiție de curse. Ele se pot baza pe orice, de la ligi de curse din lumea reală la setări fantastice. Ele sunt distribuite de-a lungul unui spectru între simulări de curse mai realiste și jocuri de curse mai fantastice în stil arcade. Jocurile de curse de kart au apărut în anii 1990 ca un subgen popular al acestuia din urmă. Jocurile de curse pot intra și în categoria jocurilor video sportive.

## Subgenuri

### Curse în stil arcade

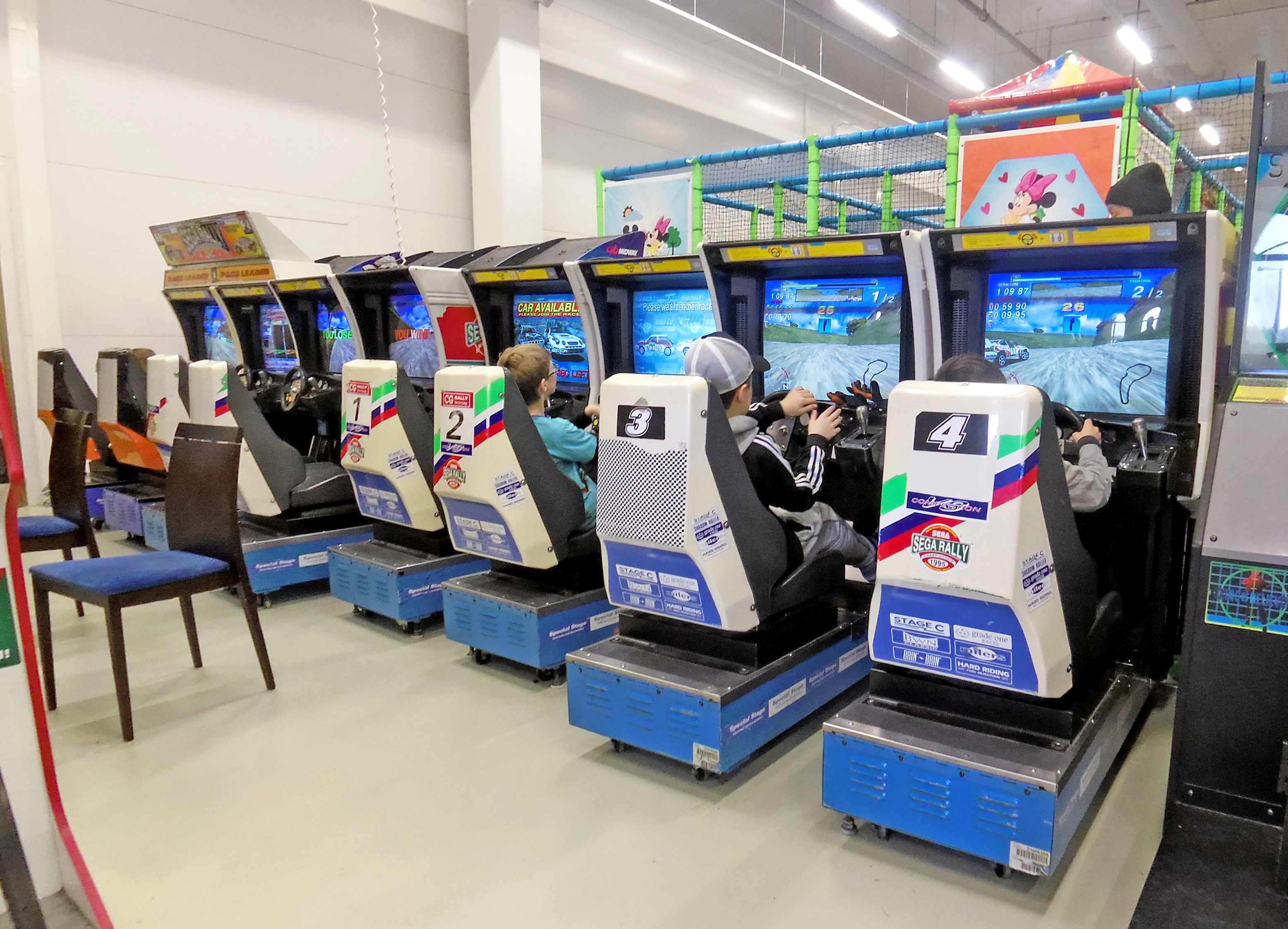
Jocuri de curse arcade Sega Rally la magazinul universal Veljekset Keskinen din Tuuri, Finlanda în 2017

Jocurile de curse în stil arcade pun distracția și o experiență rapidă mai presus de orice, deoarece mașinile concurează de obicei în moduri unice. O caracteristică cheie a jocurilor în stil arcade care le diferențiază în mod specific de cursele de simulare este fizica lor mult mai liberă. În timp ce în cursele reale (și, ulterior, echivalentele de simulare), șoferul trebuie să își reducă viteza în mod semnificativ pentru a lua cele mai multe viraje, jocurile de curse în stil arcade încurajează, în general, jucătorul să „alunece cu putere” mașina pentru a-i permite jucătorului să-și mențină viteza prin efectuarea unui drift într-un viraj. Coliziunile cu alți concurenți, obstacole pe pistă sau vehicule de trafic sunt de obicei mult mai exagerate decât simulatorii de curse. În cea mai mare parte, cursele în stil arcade îndepărtează pur și simplu precizia și rigoarea necesare experienței de simulare și se concentrează strict pe elementul de curse în sine. Adesea, aceștia licențiază mașini și ligi reale, dar sunt la fel de deschisi către setari și vehicule mai exotice. Cursele au loc pe autostrăzi, drumuri cu vânt sau în orașe; pot fi circuite cu mai multe tururi sau sprinturi punct la punct, cu una sau mai multe trasee, uneori cu puncte de control, sau alte tipuri de competiție, cum ar fi derby-ul de demolare, sărituri sau testarea abilităților de conducere. Francizele populare de curse în stil arcade includ Out Run, Ridge Racer, Daytona USA, Need for Speed, Sega Rally, Cruis'n, Burnout, Rush, Midnight Club și MotorStorm.
În schimb, multe jocuri de curse arcade din arcadele de distracție folosesc frecvent dulapuri de arcade cu simulatoare de mișcare hidraulice care simulează aspectul și senzația de a conduce un vehicul. De exemplu, o motocicletă pe care jucătorul stă și se mișcă pentru a controla acțiunea de pe ecran sau un dulap asemănător mașinii (cu scaune, volan, pedale și schimbător de viteze) care se mișcă în sincron cu acțiunea de pe ecran. Acest lucru a fost obișnuit în special pentru jocurile de curse arcade de la Sega încă din anii 1980. Cu toate acestea, acest lucru poate fi găsit de obicei numai în jocurile de curse arcade pentru cele de distracție, mai degrabă decât în jocurile de curse în stil arcade pentru sistemele de acasă.
La mijlocul și sfârșitul anilor 2000 a existat o tendință de curse stradale noi; Imitând scena de import, se pot regla compacte sport și mașini sport și se pot concura pe străzi. Cele mai cunoscute sunt Midnight Club 3: DUB Edition și seria Midnight Club, anumite intrări din seria Need for Speed, seria Initial D și seria Juiced. Unele jocuri de curse în stil arcade măresc competiția dintre concurenți prin adăugarea de arme care pot fi folosite împotriva adversarilor pentru a-i încetini sau pentru a le împiedica în alt mod progresul, astfel încât să poată fi depășiți. Aceasta este o caracteristică de bază în jocurile de curse cu kart, cum ar fi seria Mario Kart, dar acest tip de mecanică de joc apare și în jocurile de curse standard, bazate pe mașini. Armele pot varia de la atacuri cu proiectile la capcane, precum și obiecte non-combative, cum ar fi creșterea vitezei. Jocurile de curse bazate pe arme includ titluri precum Full Auto, Rumble Racing și Blur.

### Curse de simulare
Jocurile de curse în stil simulare se străduiesc să reproducă în mod convingător manevrarea unui automobil. Adesea, aceștia licențiază mașini reale sau ligi de curse, dar uneori vor folosi mașini fantastice construite să semene cu cele reale, dacă nu pot obține o licență oficială pentru ele. Fizica comportamentului vehiculului este un factor cheie în experiență. De obicei, sunt incluse și rigorile de a fi pilot profesionist de curse (cum ar fi nevoia de a face față stării anvelopelor unei mașini și nivelului de combustibil). Tehnica corectă de viraj și manevrele de curse de precizie (cum ar fi frânarea pe traseu) au prioritate în jocurile de curse de simulare.
Deși aceste simulatoare de curse sunt construite special pentru persoanele cu un grad înalt de abilități de conducere, nu este neobișnuit să găsești ajutoare care pot fi activate din meniul jocului. Cele mai comune ajutoare sunt controlul tracțiunii (TC), frânele antiblocare (ABS), asistența la direcție, rezistența la deteriorări, asistența la ambreiaj și schimbarea automată a vitezelor.
Unele dintre aceste simulatoare de curse sunt personalizabile, deoarece fanii jocului au decodat pistele, mașinile și fișierele executabile. Comunitățile de internet au crescut în jurul simulatoarelor considerate cele mai realiste și multe site-uri web găzduiesc campionate pe internet. Unele dintre aceste simulatoare de curse includ Forza Motorsport, Gran Turismo, Assetto Corsa, Project CARS, Forza Horizon și multe altele.

### Curse de kart

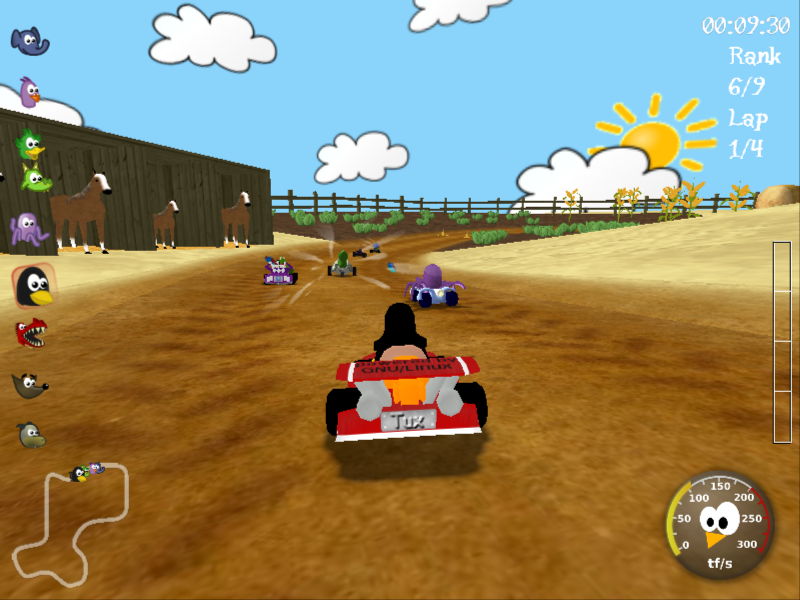
SuperTuxKart, un exemplu de joc video de curse de kart

Jocurile de curse de kart au simplificat mecanica de conducere, adăugând în același timp obstacole, design neobișnuit de piste și diverse elemente de acțiune. Concurenții de kart sunt, de asemenea, cunoscuți pentru a prezenta personaje cunoscute din diverse jocuri de platformă sau din seriale de televiziune de desene animate ca fiind șoferii vehiculelor „trăsnite”. Jocurile de curse cu kart sunt o experiență mai asemănătoare cu alte jocuri de curse și oferă, de obicei, moduri în care personajele jucătorilor pot trage proiectile unul în altul sau pot colecta power-up-uri. În mod obișnuit, în astfel de jocuri, vehiculele se mișcă mai asemănător cu karturile, lipsind ceva de genul schimbătorului de viteze și al pedalei de ambreiaj.
În timp ce elementele de luptă cu mașini datează de la titluri anterioare, cum ar fi Crashing Race a lui Taito în 1976, subgenul de curse de kart a fost popularizat de Super Mario Kart de la Nintendo în 1992 pentru Super Nintendo Entertainment System (SNES), care a dat naștere seriei Mario Kart. Jocul a fost mai lent decât alte jocuri de curse ale vremii din cauza limitărilor hardware, ceea ce a determinat dezvoltatorii să folosească o temă de kart pentru joc. De atunci, au fost lansate peste 50 de jocuri de curse de kart, cu personaje de la Nicktoons la South Park.

### Curse futuriste
Jocurile de curse futuriste sunt un tip de joc de curse în care jucătorii folosesc vehicule științifico-fantastice, cum ar fi mașini SF sau alte vehicule SF, pentru a concura contra cronometru sau alte vehicule. O serie de jocuri de curse futuriste pot prezenta, de asemenea, elemente de luptă cu vehicule .
În arcade, jocurile de curse futuriste datează din anii 1980. Jocurile cu laserdisc Star Rider (1983) și Cosmos Circuit (1984) au prezentat curse animate, folosind videoclipuri animate cu disc laser pentru fundal. Splendor Blast (1985) al lui Alpha Denshi a combinat cursele în stil Pole Position cu vehicule științifico-fantastice în stil Zaxxon, setări de spațiu și elemente shoot 'em up. STUN Runner (1989) de la Atari Games a prezentat grafică poligonală 3D și le-a permis jucătorilor să arunce în aer alte vehicule.
Pe consolele de acasă, jocurile de curse futuriste au fost definite de Nintendo F-Zero (1990) pentru SNES, care a dat naștere seriei F-Zero. Jocul PlayStation Wipeout (1995) de la Psygnosis a prezentat grafică poligonală 3D și a dat naștere seriei Wipeout. Seria F-Zero a făcut ulterior tranziția la grafica poligonală 3D cu F-Zero X (1998) pentru Nintendo 64.

## Istoric

### Jocuri electro-mecanice de conducere (1941–1976)
Baza pentru jocurile video de curse au fost jocurile electro-mecanice de conducere arcade (jocuri EM). Cel mai vechi joc arcade de curse mecanice datează din 1900, când Automatic Sports Company din Londra a produs un joc de curse mecanice de iahturi, Yacht Racer. Mai târziu, jocurile de conducere mecanică a mașinilor au apărut din arcadele de distracție britanice în anii 1930. În Statele Unite, International Mutoscope Reel Company a adaptat aceste jocuri arcade britanice de conducere în jocul electro-mecanic Drive Mobile (1941), care avea un dulap arcade vertical similar cu ceea ce vor folosi mai târziu jocurile video arcade. Un volan a fost folosit pentru a controla un model de mașină peste un drum pictat pe un tambur metalic, cu scopul de a menține mașina centrată pe măsură ce drumul se deplasează la stânga și la dreapta. Kasco a introdus acest tip de joc de conducere în Japonia ca Mini Drive în 1958. Testul automat al mașinii de la Capitol Projector din 1954 a fost o simulare de test de conducere care folosea bobina de film pentru a proiecta înregistrări video de condus preînregistrate, acordând puncte jucătorului pentru luarea deciziilor corecte pe măsură ce filmarea este redată. Aceste jocuri de conducere EM timpurii constau doar din vehiculul jucătorului pe drum, fără mașini rivale împotriva cărora să se concureze.
Jocurile de conducere EM au evoluat mai târziu în Japonia, cu jocul de curse al lui Kasco din 1968, Indy 500, care a fost licențiat de Chicago Coin pentru lansare în America de Nord sub numele de Speedway în 1969. Avea o pistă circulară cu mașini rivale pictate pe discuri rotative individuale iluminate de o lampă, care producea grafică colorată proiectată folosind oglinzi pentru a oferi o perspectivă pseudo-3D la persoana întâi pe ecran, care seamănă cu o vedere de parbriz. Modalitatea de joc a implicat jucători care conduceau pe un drum circular în timp ce ocoleau mașinile pentru a evita accidentul, și semăna cu un joc video de curse arcade prototip, cu un dulap vertical, marcaj galben, scor cu trei cifre, cutie de monede, volan și pedală de accelerație. Indy 500 a vândut peste 2.000 de cabinete arcade în Japonia, în timp ce Speedway a vândut peste 10.000 de cabinete în America de Nord, devenind unul dintre cele mai mari hituri de arcade ale anilor 1960. Jocul similar de conducere cu proiecție în spate al lui Taito din 1970, Super Road 7, a implicat conducerea unei mașini pe un drum care se derula fără sfârșit în timp ce trebuia să se ferească de mașini, ceea ce a stat la baza jocului video de curse Speed Race al lui Taito din 1974.
Unul dintre ultimele jocuri arcade electro-mecanice de succes a fost F-1, un joc de curse dezvoltat și lansat de Namco în 1976 și distribuit în America de Nord de Atari în același an. Jocul este privit din perspectiva punctului de vedere al șoferului, care este afișat pe ecran folosind un sistem de proiectare. A fost jocul arcade cu cele mai mari încasări din Japonia timp de doi ani la rând, în 1976 și 1977. Se crede că F-1 a fost influențat de Indy 500, și ar fi, la rândul său, influent asupra jocurilor video de curse Namco din anii 1980. Un alt joc EM notabil din anii 1970 a fost The Driver, un joc de curse de acțiune lansat de Kasco (Kansai Seiki Seisakusho Co.) care folosea film de 16 mm pentru a proiecta videoclipuri în mișcare completă pe ecran, deși gameplay-ul avea o interacțiune limitată, ceea ce impunea jucătorului să potrivească volanul, pedala de accelerație și frânele lor cu mișcările afișate pe ecran, la fel ca secvențele din jocurile ulterioare LaserDisc.

### Jocuri video de curse 2D de sus în jos (1972–1988)
Fondatorul Atari, Nolan Bushnell, a avut ideea unui joc video de conducere la începutul anilor 1970. Când era student, a lucrat la o sala de jocuri unde s-a familiarizat cu jocurile de conducere EM, cum ar fi Chicago Coin 's Speedway (1969), urmărind cum se jucau clienții și ajutând la întreținerea mașinilor, în timp ce învăța cum funcționează și își dezvoltă înțelegerea despre modul în care funcționează afacerea cu jocuri. Când a fondat Atari, Bushnell plănuise inițial să dezvolte un joc video de conducere, influențat de Speedway, care la acea vreme era cel mai vândut joc la arcade, dar au ajuns să dezvolte Pong (1972).
Cel mai vechi joc video de curse rudimentar care a fost lansat datează din 1972, odată cu lansarea primei console de jocuri video, Magnavox Odyssey. Acesta a inclus un joc numit Wipeout, în care jucătorul mișcă un punct în jurul unei piste de curse, care este conturat de o suprapunere plasată pe ecranul televizorului. A fost nevoie de utilizarea unor obiecte fizice pentru a juca, inclusiv o tablă de joc de curse, suprapunere pe ecran, jetoane de mașină și cărți de oprire la boxe. În 1973, Atari a lansat Space Race, un joc video arcade în care jucătorii controlează nave spațiale care se întrec împotriva navelor adverse, evitând în același timp cometele și meteorii. Este un joc competitiv pentru doi jucători, cu grafică alb-negru și controlat cu un joystick bidirecțional. În anul următor, Atari a lansat primul joc video de conducere în arcade, Gran Trak 10, care prezintă o vedere de sus pe un singur ecran a piesei cu o grafică alb-pe-negru de rezoluție joasă. A inspirat clona Kee Games, Formula K, care a vândut 5.000 de cabinete arcade.
La sfârșitul anului 1974, Taito a lansat Speed Race, conceput de Tomohiro Nishikado (din faima Space Invaders), în care jucătorul conduce pe o pistă dreaptă evitând alte mașini. Jocul folosea derularea verticală, inspirată de două jocuri electro-mecanice mai vechi: Kasco's Mini Drive și Taito's Super Road 7. Speed Race a fost redenumită Wheels de către Midway Games pentru lansare în America de Nord și a influențat jocurile de curse ulterioare. Midway a lansat, de asemenea, o altă versiune, Racer, cu un dulap. Speed Race a devenit un hit în Japonia, în timp ce Wheels and Wheels II a vândut 10.000 de dulapuri în Statele Unite. Utilizarea derulării verticale a fost adoptată de Atari's Hi-way (1975), care a introdus un cabinet asemănător cu jocurile electro-mecanice mai vechi.
În 1977, Atari a lansat Super Bug, un joc de curse semnificativ din punct de vedere istoric, fiind „primul joc care prezintă un teren de joc derulant” în mai multe direcții. Monaco GP (1979) de la Sega a fost unul dintre cele mai de succes jocuri tradiționale de curse 2D, devenind cel mai popular joc de conducere arcade din SUA în 1981 și printre jocurile cu cele mai mari încasări din acel an, în timp ce a înregistrat un număr record de apariții în topurile RePlay arcade până în 1987. În 1980, jocul Rally-X de la Namco a fost unul dintre primele jocuri care a avut muzică de fundal și a permis derularea în mai multe direcții, atât pe verticală, cât și pe orizontală. De asemenea, folosește un radar pentru a afișa locația mașinii de raliu pe hartă.

### Jocuri video de curse pseudo-3D (1976–1992)

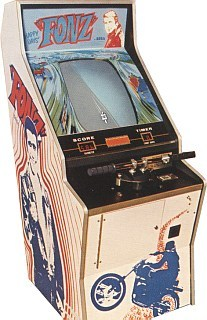
Fonz (1976) cabinet arcade vertical.

În februarie 1976, Sega a lansat jocul arcade Road Race, care a fost reluat într-o variantă de motocicletă Moto-Cross, cunoscută și sub numele de Man TT (lansat în august 1976). A fost apoi rebranduit ca Fonz în SUA, ca o legătură pentru popularul sitcom Happy Days. Jocul a prezentat o vedere tridimensională în perspectivă, precum și feedback haptic, care a făcut ca ghidonul motocicletei să vibreze în timpul unei coliziuni cu un alt vehicul. În primăvara anului 1976, jocul arcade Nürburgring 1 a prezentat o vedere la persoana întâi. Considerat primul joc arcade „scandalos”, Death Race (1976) de la Exidy a fost criticat pe scară largă în mass-media pentru conținutul său violent, care a servit doar la creșterea substanțială a popularității sale. Sega a lansat o versiune pentru doi jucători a lui Man TT numită Twin Course TT în ianuarie 1977. 1979 a văzut lansarea Speed Freak de la Vectorbeam, un joc de curse vectoriale tridimensionale, pe care Killer List of Videogames îl numește „foarte impresionant și înaintea timpului lor”. Turbo, lansat de Sega în 1981, a fost primul joc de curse care a folosit scalarea sprite-ului cu grafică plină de culoare.
Pole Position, dezvoltat de Namco și lansat de Atari în America de Nord, a fost lansat în 1982. Este considerat „probabil cel mai important joc de curse realizat vreodată”. A fost o evoluție a jocurilor electro-mecanice de curse anterioare ale Namco, în special F-1 (1976), al cărui designer Sho Osugi a lucrat la Pole Position. Pole Position a fost primul joc video care s-a bazat pe un circuit de curse real și primul cu un tur de calificare, în care jucătorul trebuie să finalizeze o cursă contra cronometru înainte de a putea concura în cursele de Grand Prix. Deși nu este primul joc video de curse la persoana a treia (a fost predatat de Turbo de la Sega), Pole Position a stabilit convențiile genului și succesul său a inspirat numeroși imitatori. Potrivit Electronic Games, pentru „prima dată în saloanele de distracție, un joc de curse la persoana întâi oferă o recompensă mai mare pentru întrecerea mașinilor și terminarea printre lideri, mai degrabă decât pentru menținerea celor patru roți pe drum”. Potrivit IGN, a „introdus și puncte de control”, iar succesul său, ca „cel mai mare joc arcade din 1983 din America de Nord, a cimentat genul în deceniile următoare și a inspirat o hoardă de alte jocuri de curse”. A vândut peste 21.000 de cabinete arcade în SUA până în 1983 și a devenit din nou jocul arcade cu cele mai mari încasări din 1984 în SUA.
Laser Grand Prix de la Taito, introdus în iulie 1983, a fost primul joc de curse cu laserdisc, folosind imagini live-action preînregistrate. În 1984, au urmat alte câteva jocuri de curse cu laserdisc, inclusiv Sega's GP World cu filmări live-action și Top Gear cu conducerea mașinilor de curse animate 3D. În același an, The Battle-Road a fost un joc de curse de luptă cu vehicule cu rute ramificate și până la 32 de rute posibile. Geoff Crammond, care a dezvoltat ulterior seria Grandprix (cunoscută colectiv ca GPX de către baza sa de fani), a produs ceea ce este considerat prima încercare de simulare de curse pe un sistem de acasă, REVS, lansat pentru BBC Microcomputer. Jocul a oferit o recreare neoficială (și, prin urmare, fără nume oficiale de echipă sau de pilot asociate seriei) a Formulei 3 britanice. Capacitățile hardware au limitat profunzimea simulării și au limitat-o (inițial) la o singură pistă, dar a oferit o experiență de condus semi-realistă, cu mai multe detalii decât majoritatea celorlalte jocuri de curse din acea vreme.
De la mijlocul anilor 1980, a devenit o tendință pentru jocurile de curse arcade să folosească dulapuri arcade cu simulatoare de mișcare hidraulice. Tendința a fost declanșată de jocurile „taikan” ale Sega, cu „taikan” însemnând „senzație corporală” în japoneză. Tendința „taikan” a început atunci când echipa lui Yu Suzuki de la Sega (cunoscută mai târziu ca Sega AM2) a dezvoltat Hang-On (1985), un joc video de curse în care jucătorul stă și mută o replică a motocicletei pentru a controla acțiunile din joc. Hang-On a fost un joc de curse cu motociclete în stil Grand Prix. A folosit tehnologia de feedback forțat și a fost, de asemenea, unul dintre primele jocuri arcade care a folosit grafică pe 16 biți și tehnologia „Super Scaler” de la Sega, care a permis scalarea pseudo-3D de sprite la rate de cadre ridicate. Hang-On a devenit jocul arcade cu cele mai mari încasări din 1986 în Statele Unite și unul dintre jocurile arcade cu cele mai mari încasări ale anului în Japonia și Londra.
Echipa lui Suzuki de la Sega a urmat-o cu dulapuri de cockpit cu simulatoare de mișcare hidraulice pentru jocurile de curse ulterioare, în special Out Run (1986). A fost unul dintre cele mai impresionante jocuri grafice ale vremii sale, cunoscut pentru motorul său de conducere pseudo-3D bazat pe sprite, și a devenit un clasic instantaneu care a dat naștere multor continuări. De asemenea, a fost remarcabil pentru că a oferit jucătorului alegerea neliniară a rutei pe care să o parcurgă prin joc și alegerea coloanei sonore pe care să o asculte în timpul conducerii, reprezentată ca posturi de radio. Jocul are până la cinci finaluri, în funcție de traseul urmat, și fiecare a fost o secvență de final, mai degrabă decât un simplu „Felicitări”, așa cum era obișnuit în finalurile jocului la acea vreme. A devenit cel mai bine vândut cabinet arcade al Sega din anii 1980, cu peste 30.000 de cabinete arcade vândute în întreaga lume. În același an, Durell a lansat Turbo Esprit, care avea o licență oficială Lotus și lumini de semnalizare a mașinii funcționale.
În 1987, Square a lansat Rad Racer, unul dintre primele jocuri 3D stereoscopice. În același an, Atari a produs RoadBlasters, un joc de pilotaj care presupunea și un pic de împușcături.
Unul dintre ultimele jocuri de curse arcade pseudo-3D de succes a fost Super Monaco GP (1989) de la Sega, o simulare a Marelui Premiu al Principatului Monaco. A fost al treilea joc arcade cu cele mai mari încasări din 1989 în Japonia și din nou al treilea joc arcade cu cele mai mari încasări din 1990 în Japonia. În 1992, Nintendo a lansat Super Mario Kart, dar se știa că era o cursă pseudo-3D. Aici are elemente care să afecteze jucătorii în curse și arbitrul, Lakitu, vă va ajuta să cunoașteți regulile și să-i salvați pe concurenți de la cădere.

### Trecerea la grafica poligonală 3D (1988–1994)

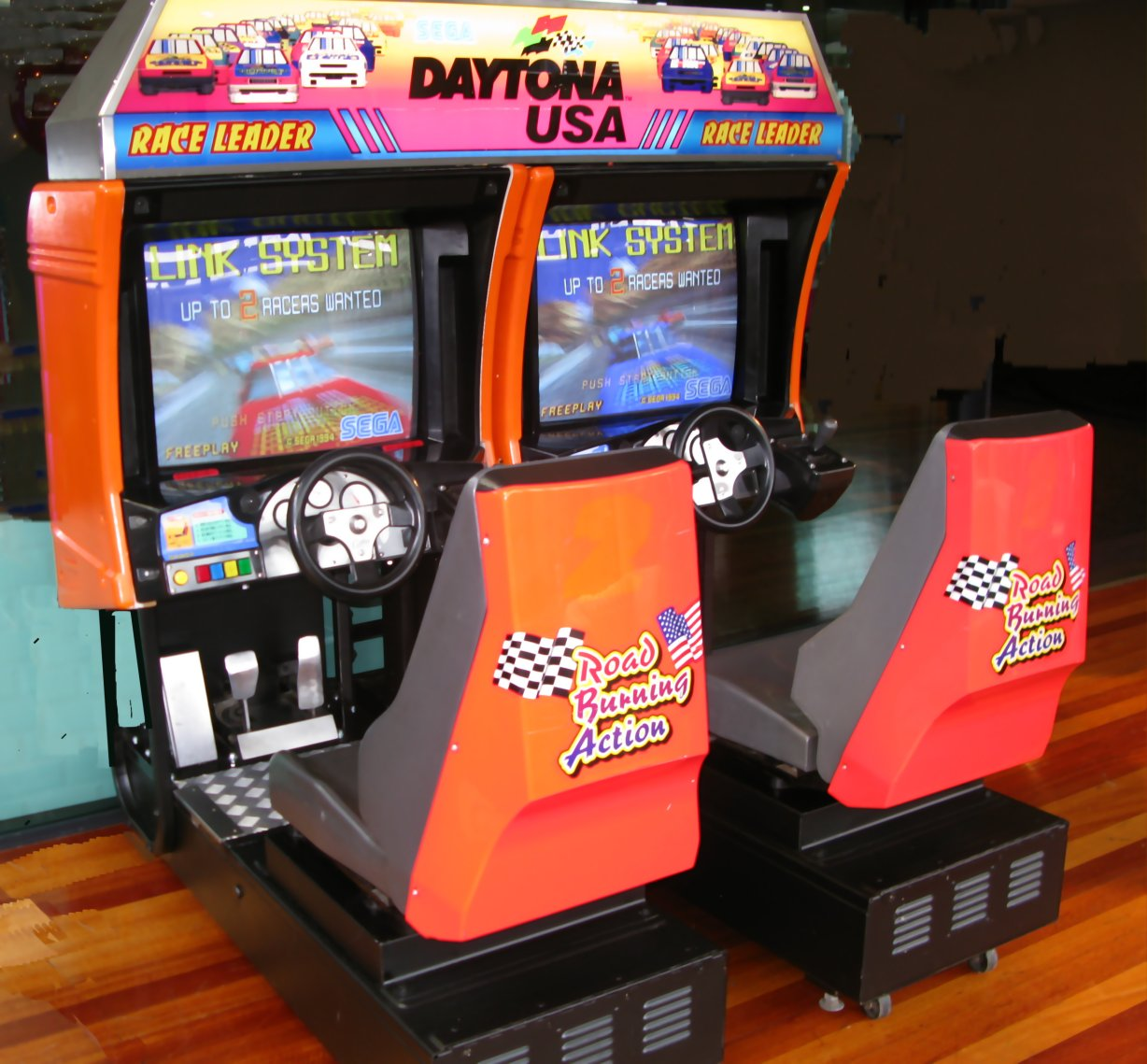
Daytona USA (1994) cabinet de jocuri cu două locuri.

În 1988, Namco a lansat Winning Run, care folosea grafică poligonală 3D. A devenit al doilea joc arcade cu cele mai mari încasări din 1989 în Japonia. În 1989, Atari a lansat Hard Drivin', un alt joc de conducere arcade care folosea grafică poligonală 3D. Folosește feedback-ul de forță, în care volanul luptă cu jucătorul în timpul virajelor agresive și o vizualizare a camerei de reluare a accidentului.
Sega a produs Virtua Racing în 1992. Deși nu era primul joc de curse arcade cu grafică 3D (a fost predatat de Winning Run, Hard Drivin' și Stunts), a reușit să combine cele mai bune caracteristici ale jocurilor la acea vreme, împreună cu conectarea la mașină multiplayer și grafica 3D curată pentru a produce un joc care a depășit standardul pieței arcade din timpul său, punând bazele pentru jocurile de curse 3D ulterioare. S-a îmbunătățit față de jocurile de curse 3D anterioare, cu modele și fundaluri 3D mai complexe, o rată de cadre mai mare și unghiuri comutabile ale camerei, inclusiv vizualizări cu camera de urmărire și la persoana întâi. IGN îl consideră al treilea cel mai influent joc de curse din toate timpurile.
În 1993, Namco a lansat Ridge Racer. Grafica sa poligonală 3D s-a remarcat prin utilizarea umbririi Gouraud și a cartografierii texturii. Și astfel a început războiul poligon al jocurilor de conducere. Sega a lansat ulterior Daytona USA, care prezenta grafică poligonală 3D cu filtrare de texturi. În anul următor, Electronic Arts a produs The Need for Speed, care mai târziu avea să dea naștere uneia dintre cele mai de succes serii de jocuri de curse din lume și una dintre cele mai de succes serii de jocuri video. În același an, Midway a introdus Crusin' USA.

### Apariția subgenului de curse sim (1989–1995)
Acum dispărutul Papyrus Design Group a produs prima încercare la un simulator de curse în 1989, apreciat de critici Indianapolis 500: The Simulation, proiectat de David Kaemmer și Omar Khudari. Jocul este considerat în general prima simulare de curse auto adevărate pe un computer personal. Replicând cu exactitate grila Indianapolis 500 din 1989, a oferit grafică 3D avansată pentru timpul său, opțiuni de configurare, defecțiuni ale mașinii și manevrabilitate. Spre deosebire de majoritatea celorlalte jocuri de curse de la acea vreme, Indianapolis 500 a încercat să simuleze fizica și telemetria realiste, cum ar fi reprezentarea relației dintre cele patru zone de contact și pavaj, precum și pierderea aderenței la viraj de mare viteză, forțând jucătorul să adopte o linie de curse adecvată și o interacțiune credibilă între accelerație și frână. Include un garaj pentru a permite jucătorilor să pună în aplicare modificări la vehiculul lor, inclusiv ajustări la anvelope, șocuri și aripi. Modelarea avariilor, deși nu era exactă în conformitate cu standardele actuale, a fost capabilă să producă niște ciocniri spectaculoase și distractive.
Formula One Grand Prix de la Crammond din 1992 a devenit noul campion al curselor sim, până la lansarea IndyCar Racing de la Papyrus în anul următor. <i id="mwArI">Formula One Grand Prix</i> se lăuda cu detalii de neegalat pentru un joc pe calculator la acea vreme, precum și cu o recreare completă a piloților, mașinilor și circuitelor Campionatului Mondial de Formula 1 din 1991. Cu toate acestea, versiunea din SUA (cunoscută sub numele de World Circuit) nu a primit o licență oficială de către FIA, așa că echipele și piloții au fost redenumite (deși toate puteau fi schimbate înapoi la numele lor reale folosind meniul de selecție a piloților/echipelor): Ayrton Senna a devenit „Carlos Sanchez”, de exemplu.
În 1995, Sega Rally Championship a introdus cursele de raliuri și a prezentat un joc cooperant alături de multiplayerul competitiv obișnuit. Sega Rally a fost, de asemenea, primul care a prezentat conducerea pe diferite suprafețe (inclusiv asfalt, pietriș și noroi) cu proprietăți de frecare diferite și manevrarea mașinii modificându-se în consecință, făcând-ul un reper important în acest gen.

### Jocuri de curse moderne (1996-prezent)
La începutul și mijlocul anilor 1990, Sega și Namco au avut în mare parte monopolul asupra jocurilor de curse arcade de ultimă generație, cu imagini 3D realiste. În 1996, un număr de concurenți au încercat să-și conteste dominația în domeniu, inclusiv Atari Games cu San Francisco Rush: Extreme Racing, Gaelco cu Speed Up, Jaleco cu Super GT 24h și Konami cu Winding Heat. În 1996, Nintendo a creat un joc 3D numit Mario Kart 64, o continuare a Super Mario Kart și are o acțiune astfel încât Lakitu trebuie fie să inverseze, fie să-ți accelereze motoarele la Rocket Start sau să salveze jucătorii. Mario Kart 64 s-a concentrat mai mult pe articolele folosite. Atari nu s-a alăturat nebuniei 3D până în 1997, când a introdus San Francisco Rush.
În 1997, Gran Turismo a fost lansat pentru PlayStation, după ce a fost în producție timp de cinci ani, din 1992. A fost considerat cel mai realist joc de simulare de curse la vremea sa, combinat cu capacitatea de a juca, permițând jucătorilor de toate nivelurile de calificare să joace. A oferit o multitudine de opțiuni de reglare meticuloasă și a introdus un mod de carieră deschis, în care jucătorii trebuiau să susțină teste de conducere pentru a obține permise de conducere, pentru a-și câștiga drumul în curse și pentru a-și alege propria carieră. Seria Gran Turismo a devenit de atunci a doua cea mai de succes franciză de jocuri de curse din toate timpurile, vânzând peste 80 de milioane de unități în întreaga lume începând cu aprilie 2018.
Până în 1997, PC-ul tipic era capabil să se potrivească cu o mașină arcade în ceea ce privește calitatea grafică, în principal datorită introducerii acceleratoarelor 3D de prima generație, cum ar fi 3DFX Voodoo. Procesoarele mai rapide erau capabile să simuleze fizica, controlul mașinii și grafica din ce în ce mai realiste.
Colin McRae Rally a fost introdus în 1998 în lumea PC și a fost o semi-simulare de succes a lumii condusului în raliuri, disponibilă anterior doar în Sega Rally Championship, mai puțin serios. Motorhead, un joc pentru PC, a fost mai târziu adaptat înapoi la arcade. În același an, Sega lansează Daytona USA 2 (Battle On The Edge and Power Edition), care este unul dintre primele jocuri de curse care prezintă accidente și grafică realiste.
1999 a introdus Crash Team Racing, un joc de curse de kart cu personajele din Crash Bandicoot. A fost lăudat pentru controalele și circuitele sale. Crash Bandicoot și seria sa de curse a continuat, cel mai recent joc fiind Crash Team Racing: Nitro Fueled. (iunie 2019) 1999 a marcat și o schimbare a jocurilor în lumi mai „de formă liberă”. Midtown Madness pentru PC permite jucătorului să exploreze o versiune simplificată a orașului Chicago folosind o varietate de vehicule și orice rută pe care o dorește. În lumea arcadelor, Sega a introdus Crazy Taxi, un joc de curse sandbox în care ești un șofer de taxi care trebuia să ducă clientul la destinație în cel mai scurt timp. Un joc asemănător tot de la Sega este Emergency Call Ambulance, cu aproape același joc (preluare pacient, predare la spital, cât mai repede posibil). Jocurile devin din ce în ce mai realiste din punct de vedere vizual. Unele jocuri arcade au acum 3 ecrane pentru a oferi o vedere înconjurătoare.
În 2000, Angel Studios (acum Rockstar San Diego) a introdus primul joc de curse free-roaming, sau fosta „forma liberă”, pe console de jocuri video și console de jocuri portabile cu Midnight Club: Street Racing, care a fost lansat pe PlayStation 2 și Game Boy Advance. Jocul a permis jucătorului să conducă oriunde în jurul recreărilor virtuale din Londra și New York. În loc să folosească trasee închise pentru curse, jocul folosește diferite puncte de control pe harta free-roam ca traseu al cursei, oferind jucătorului opțiunea de a lua diverse comenzi rapide sau orice altă rută către punctele de control ale cursei. În 2001, Namco a lansat Wangan Midnight pentru arcade și mai târziu a lansat un upgrade numit Wangan Midnight R. Wangan Midnight R a fost, de asemenea, portat pe PlayStation 2 de către Genki ca doar Wangan Midnight.
În 2003, Rockstar San Diego's Midnight Club II a fost primul joc de curse care a prezentat atât mașini jucabile, cât și motociclete jucabile. Namco a lansat un fel de continuare a lui Wangan Midnight R numit Wangan Midnight Maximum Tune.
Există o gamă largă de jocuri de conducere, de la simple curse de acțiune-arcade precum Mario Kart 8 Deluxe (pentru Nintendo Switch) și Nicktoon Racers până la simulatoare ultra-realiste precum Grand Prix Legends, iRacing, Virtual Grand Prix 3, Live for Speed, NetKar Pro, GT Legends, GTR2, rFactor, X Motor Racing și iPad 3D Racer Exhilarace — și tot ce este între ele.